# Just a Dream
„Just a Dream” este o piesă country a interepretei americane Carrie Underwood. Cântecul a fost inclus pe cel de-al doilea album de studio al artistei, Carnival Ride, fiind lansat ca cel de-al patrulea disc single al materialului. „Just a Dream” a obținut locul 1 în Billboard Hot Country Songs, devenind cel de-al șaptelea single al artistei ce ajunge în vârful clasamentului. De asemenea, discul a obținut clasări de top 50 în Canada și Statele Unite ale Americii.

## Clasamente
| Clasament                   | Poziția maximă | Referință |
| --------------------------- | -------------- | --------- |
| Canadian Country Singles    | 2              | [ 4 ]     |
| Canadian Digital Songs      | 55             | [ 5 ]     |
| Canadian Hot 100            | 50             | [ 3 ]     |
| Billboard Hot Country Songs | 1              | [ 2 ]     |
| Billboard Hot 100           | 29             | [ 2 ]     |
| Billboard Pop 100           | 96             | [ 5 ]     |
| Billboard Hot Digital Songs | 30             | [ 2 ]     |